# 녹광고추
녹광고추는 한국에서 재배되는 대표적인 재배종 고추이다. 한국 밖에서는 "코리언 다크 그린 페퍼(Korean dark green pepper)" 또는 "코리언 레드 페퍼(Korean red pepper)"로 알려져 있다.

## 특징
키는 60cm 정도이며, 잎은 짙은 녹색이다. 길이 8~10cm 정도인 가느다란 열매가 달리며, 색깔은 녹색에서 붉은색으로 변한다.

## 재배
주로 풋고추나 홍고추 용으로 재배한다.
녹광고추의 재배품종으로는 '강천풋', '녹광', '녹생', '롱그린맛', '모닝풋', '생그린', '아삭이' 등이 있다.

## 쓰임새
매운 맛이 나는 열매가 한국 요리에 쓰인다.

## 같이 보기
- 꽈리고추
- 오이고추
- 청양고추